# Свети Георги (Ново село, Велешко)
Вижте пояснителната страница за други значения на Свети Георги.
„Свети Георги (на македонска литературна норма: „Свети Ѓорѓи“) е православна църква във велешкото Ново село, централната част на Северна Македония. Храмът е част от Повардарската епархия на Македонската православна църква – Охридска архиепископия.
Църквата е разположена в югозападния край на селото. Построена е в XIX век. В нея има ценни икони на Димитър Папрадишки.